# 香港園境師學會
香港園境師學會（英文：The Hong Kong Institute of Landscape Architects，縮寫：HKILA）於1988年4月成立，是香港專業團體之一，亦是亞洲首個園境建築專業學會團體。

## 組織架構
香港園境師學會事務由理事會負責統籌，其中包括會長、2位副會長、秘書長、財務長、各事務委員會主席等合共20位成員(2016-2017年度)。

### 歷屆會長
- 黃賜巨 (1988-1990)
- Graham Walker (1991-1992)
- Rowland Hastings (1992-1994)
- 劉興達 (1994-1998)
- 區李婷 (1998-2000)
- 彭文輝 Matthew Pryor [2] (2000-2001)，現為香港大學建築學院園境建築學部主任。
- 陳奕仁 (2001-2002)
- 馮慶詒 (2002-2004)
- 陳弘志 [3](2004-2009)，現為香港高等教育科技學院環境及設計學院院長。
- 姚寶隆 (2009-2012)
- 黃德業 (2012-)